# بوابة العدل بلاهاي
بوابة العدل بلاهاي (بالفرنسية: : 'Portail judiciaire de La Haye') هو موقع ويب يدعم المؤسسات والمحاكم والمنظمات في لاهاي بـ هولندا، العاملة في مجال السلام والعدالة والأمن الدوليين، ويوفر الموقع إمكانية وصول هائلة لتلك المؤسسات والمحاكم والمنظمات. وأطلقت البوابة رسميًا صاحبة السمو الملكي الأميرة مارجيت أميرة هولندا في لاهاي يوم السادس من إبريل لعام 2006.
إن البوابة هي بوابة للأنشطة القانونية التي تحدث في لاهاي، تلك المدينة التي وصفها الأمين العام للأمم المتحدة السابق السيد كوفي أنان، «مدينة تستحق عن جدارة سمعتها بأنها المدينة الدولية للسلام والعدالة».
إن مشروع البوابة مشروع مبتكر أنشأه التحالف الأكاديمي بلاهاي وأطلقت البوابة رسميًا في شهر إبريل من عام 2006. وبالإضافة إلى المؤسسات القانونية الأساسية القائمة في لاهاي مثل محكمة العدل الدولية والمحكمة الجنائية الدولية والمحكمة الجنائية الدولية ليوغوسلافيا السابقة، تدعم البوابة أيضًا، وتوفر إمكانيات وصول هائلة، لأعمال وتطورات عدد كبير من المنظمات الدولية الأخرى والمعاهد ومراكز الأبحاث الواقعة في لاهاي، والتي تعمل على إقامة السلام والعدالة والأمن الدوليين.
ولم يتم تحديث بوابة العدل بلاهاي منذ ديسمبر 2011.

## أقسام البوابة
تشتمل البوابة على خمسة أقسام أساسية: «الأخبار والأحداث» و«المشروعات» و«الأبحاث الأكاديمية» و«لاهاي» و«البوابة».
الأخبار والأحداث: يشتمل قسم الأخبار news section على معلومات حديثة عما يحدث في المحاكم الدولية وعن الأحكام والقرارات الخطيرة، وتصدر تلك المعلومات عن مصادر رسمية ويحررها خبراء قانونيون. تقويم الأحداث event calendar يعلن عن الأحداث القانونية والمؤتمرات والمحاضرات واللقاءات التي تعقد في لاهاي.
البحث الأكاديمي: هذه هي النقطة المحورية في البوابة حيث يمكن الوصول إلى مستندات المحكمة والتعليقات والمقالات والأخبار الصحفية وقائمة مصادر مهمة للكتب. تشتمل Hague Justice Journal – Journal Judiciaire de La Haye (جريدة العدالة بلاهاي) على مقالات وتعليقات يقدمها المعلقون الخبراء الذين يقومون بتحليل المسائل القانونية بالإضافة إلى استعراض القرارات الأخيرة.
المشروعات: تضم بوابة العدل بلاهاي حاليًا مشروعين خاصين. يتم تنفيذ المشروع الأول بالتعاون الوثيق مع المحكمة الدائمة للتحكيم (PCA) من أجل إنشاء نسخة رقمية لعدد من قرارات هيئة التحكيم الدولية التاريخية الصادرة عن المحكمة التي لم تكن متوفرة سابقًا في صورة إلكترونية. المشروع الثاني هو مشروع DomCLIC project, (مشروع قاعدة بيانات أحكام القضاء المتعلقة بالقانون الجنائي الدولي) وهو عبارة عن إصدار تجريبي لقاعدة بيانات دائمة التنامي تضم الاجتهادات المحلية المرتبطة بـ القانون الجنائي الدولي من دول من جميع أنحاء العالم.
لاهاي: يقدم هذا الجزء من موقع الويب نظرة متعمقة ومثيرة على مدينة لاهاي. فسواء كنت سائحًا أو مغتربًا، أو تفكر في الانتقال للإقامة في مدينة لاهاي، تتمنى البوابة أن تكون خير دليل لك في أولى خطواتك. يمكن لزوار الموقع أيضًا الوصول إلى vacancy list (قائمة الوظائف الخالية) لإلقاء نظرة على فرص العمل في المدينة بما في ذلك الوظائف القانونية والمتعلقة بالعدالة ومواقع التدريب.
البوابة: يقدم هذا القسم الأخير معلومات عن Hague Academic Coalition(HAC) (تحالف لاهاي الأكاديمي) المختص بالبوابة. ويقدم هذا الجمع من المؤسسات العاملة في مجالات العلاقات الدولية والقانون الدولي أحدث منشوراتها وأوراقها البحثية.

## احتفاء رجال القانون بالبوابة
لقد حظيت البوابة بالفعل على اهتمام كبير من مجتمع رجال القانون.
إن وجود قرارات تحكيم المحكمة الدائمة للتحكيم عبر الإنترنت ومجانية الوصول إليها في مكان واحد أمر مفيد بالنسبة للباحثين.
وتتوفر بسهولة أيضًا معلومات عن قضايا مهمة مثل قضايا سلوبودان ميلوشيفيتش وتشارلز جي تايلور وتوماس لوبانغا دييلو وفوجيسلاف سيسلج.
لأول مرة في التاريخ، يمكن للأشخاص من مختلف أنحاء العالم مشاهدة محاكمات المحكمة الجنائية الدولية. كلية كورنيل للقانون تربط موقع الويب الخاص بها ذا نسبة الاستخدام العالية للبحث عن الأبحاث القانونية ببوابة لاهاي. ويرتبط أيضًا بالبوابة منبر العدل الدولي، وهو موقع آخر مختص بـ القانون الدولي. واستخدام العديد من العلماء حتى الآن هذه البوابة وأشاروا إليها في أبحاثهم، وكان أحد هذه الأبحاث حول قضية ديفيد هكس،  وبحث آخر حول محاكمة هيراري.